# Emily Kinney
Emily Kinney, född 15 augusti 1985 i Wayne, Nebraska, är en amerikansk skådespelerska och sångerska. Hon är mest känd för rollen som Beth Greene i TV-serien The Walking Dead. Hon har under sin karriär som sångare släppt två EP, Blue Toothbrush och Expired Love, släppta 2011 och 2013 respektive.

## Filmografi

### Filmer
- 2007 – Hot for Teacher (Kort TV-film)
- 2007 – Aunt Tigress (Kortfilm)
- 2009 – It's Complicated
- 2013 – Concussion

### TV-serier
- 2007 - The Gamekillers (1 avsnitt)
- 2008 - Law & Order: Criminal Intent (1 avsnitt)
- 2009 - The Unusuals (1 avsnitt)
- 2010 - The Good Wife (3 avsnitt)
- 2011 - The Big C (3 avsnitt)
- 2011 - 2014 - The Walking Dead (40 avsnitt)
- 2012 - Law & Order: Special Victims Unit (1 avsnitt)
- 2014 - The Following (1 avsnitt)
- 2015 – Masters of Sex (TV-serie) (4 avsnitt)